# Kabul Times
Die Kabul Times war die erste englischsprachige, gedruckte Zeitung für Afghanistan. Sie wurde im Jahr 1962 gegründet. Nach der Machtübernahme durch die Demokratische Volkspartei Afghanistans 1978 wurde sie in New Kabul Times  umbenannt.